# Ricardo Lozano Aragüés
Ricardo Lozano Aragüés (26 de diciembre de 1962) fue el Director General de Seguros y Fondos de Pensiones desde el 21 de mayo de 2004, hasta el 30 de diciembre de 2011, aunque previamente ya venía ocupando diversos puestos relacionados con este órgano administrativo. Es doctor en Derecho por la Universidad Complutense de Madrid y licenciado en Ciencias actuariales y Financieras por la Universidad de Alcalá de Henares.